# Đường sắt ở Uzbekistan
Cho đến tháng 3 năm 2017, Uzbekistan có mạng lưới đường sắt có tổng chiều dài là 4,714 km, trong đó có 2.500 km đường sắt đã được điện khí hóa. Có rất nhiều đoạn đường sắt cần được nâng cấp, sửa chữa. Tuyến chính của đường sắt Uzbekistan là tuyến đường sắt Transcaspian nối giữa Tashkent với Amu Darya. Ngoài ra còn có các tuyến đường sắt nối đến Kazakhstan và Kyrgyzstan, Tajikistan, Afghanistan và Turkmenistan.

## Đường sắt cao tốc

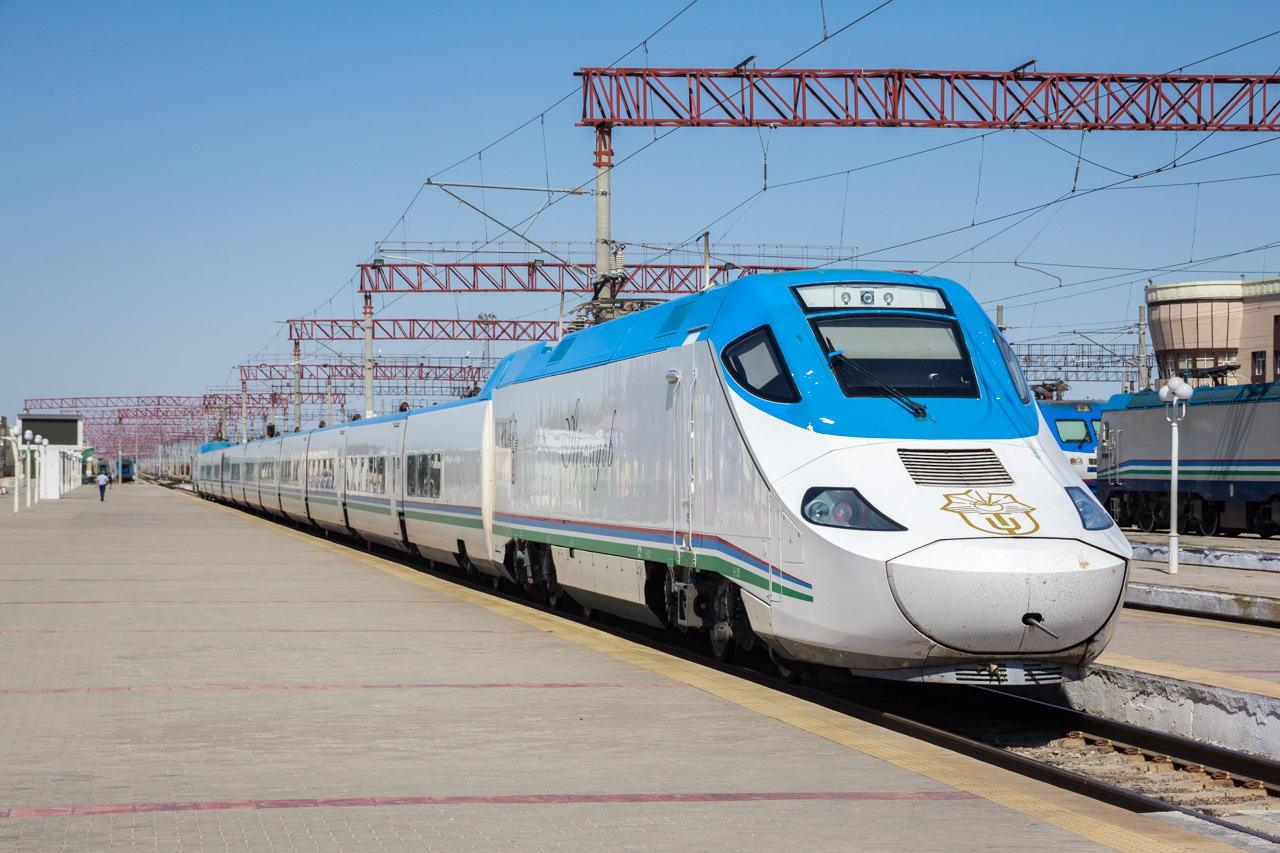
Một đoàn tàu cao tốc tại ga Bukhara ở Uzbekistan

Đường sắt Uzbekistan có một tuyến đường sắt cao tốc là Đường sắt cao tốc Tashkent – Samarkand là một tuyến đường sắt được nâng cấp lên để chạy tốc độ cao và được đưa vào vận hành vào tháng 9 năm 2011.

## Đường sắt quốc tế

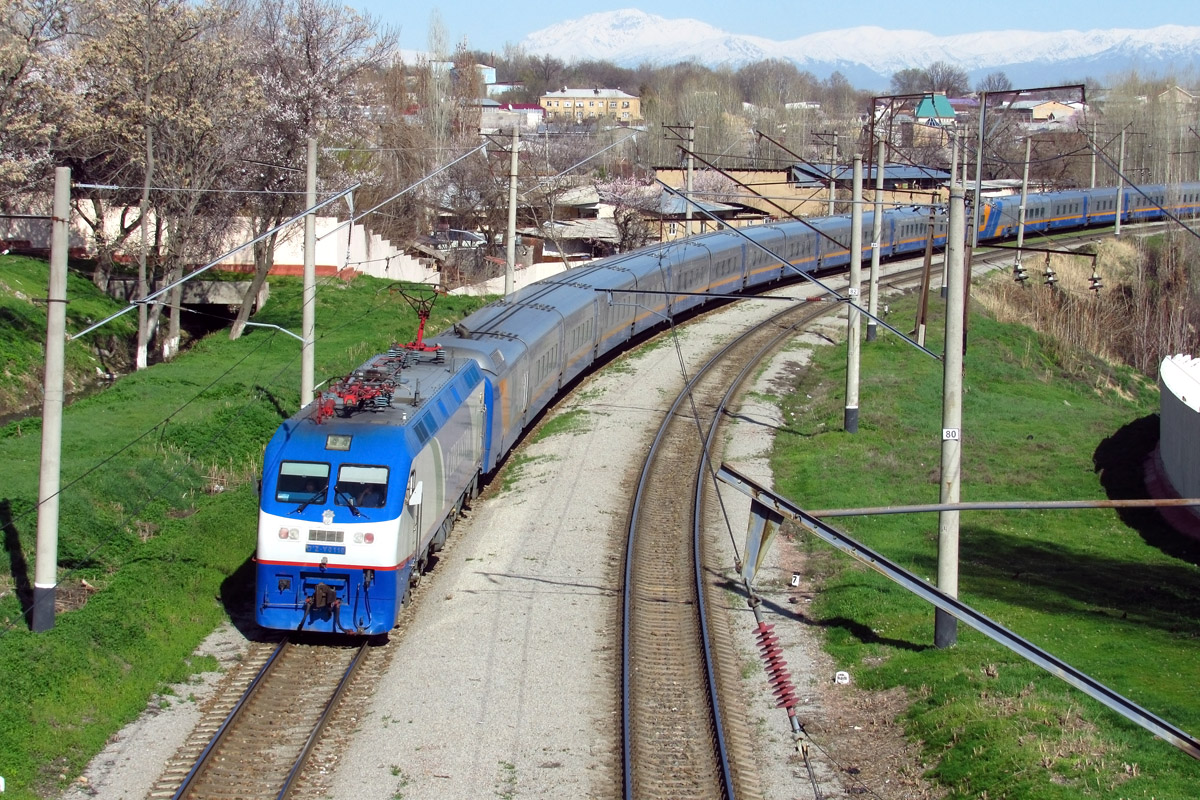
Một đoàn tàu khách trên tuyến đường sắt Almaty - Tashkent

Uzbekistan hiện có các tuyến đường sắt quốc tế đến Moskva, Ufa, Chelyabinsk, Novosibirsk, Saratov, Penza, Sankt-Peterburg (đi ngang qua Kazakhstan) và Kharkiv (đi ngang qua Kazakhstan và Nga), tuy vậy nó đã ngừng hoạt động từ khi Chiến tranh Donbas nổ ra vào năm 2014. Ngoài ra còn có các tuyến đi ngang qua Uzbekistan như là tuyến đường sắt từ Almaty đến Ürümqi; các chuyến tàu từ Tajikistan như tuyến Dushanbe - Moscow (Số 319), Moscow - Dushanbe (Số 320), Khujand - Saratov (Số 335), Khujand - Atyrau (Số 335), Saratov - Khujand (Số 336), Khujand - Moscow (Số 359), Moscow - Khujand (Số 360), Kanibadam- Bactria (Số 389), Bactria - Kanibadam (Số 389) and Atyrau - Khujand (Số 692) đều thông qua Uzbekistan. Theo đó, chỉ với một lần chuyển đổi tàu ở Moscow, hành khách có thể đi xuyên lục địa từ Trung Âu và Tây Âu (Berlin; Köln; Viên; Praha; Budapest; Helsinki;...) đến Tashkent và ngược lại. Ngoài các tuyến trên, còn có tuyến đường sắt Karshi - Termez được kéo dài tới biên giới với Afghanistan hiện đang được điện khí hóa. Vào tháng 3 năm 2018, Đường sắt Uzbekistan có thêm một tuyến mới, nối giữa Tashkent tới Balykchy.

## Bản đồ

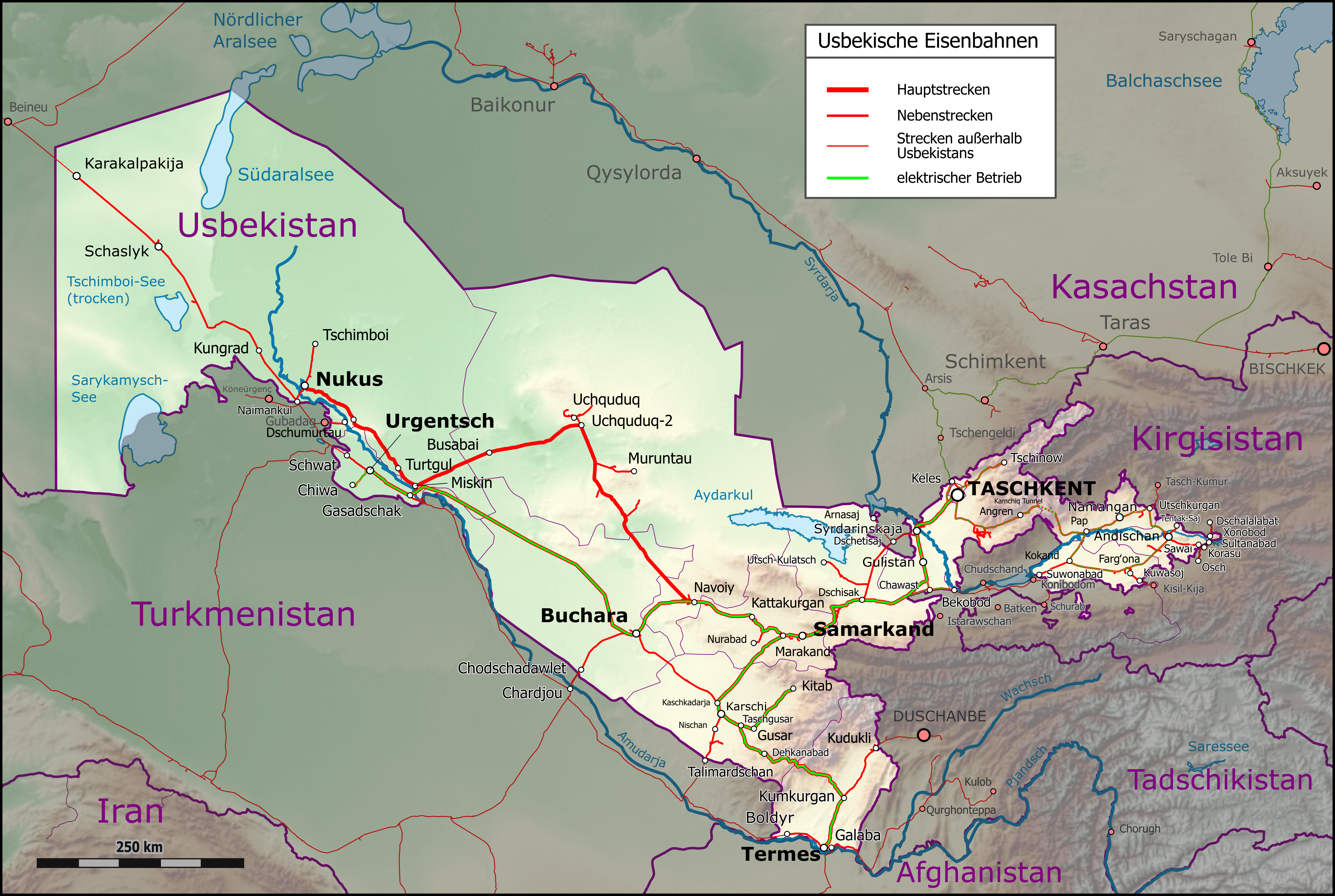
Bản đồ mạng lưới đường sắt tại Uzbekistan (Tiếng Đức)